# Juventus Italia Football Club 1919-1920
Questa pagina raccoglie i dati riguardanti la Juventus Italia Football Club nelle competizioni ufficiali della stagione 1919-1920.

## Stagione
Nella stagione 1919-1920 la Juventus Italia ha disputato il girone F della Prima Categoria lombarda. I 9 punti ottenuti sul campo non le hanno permesso di accedere alle semifinali nazionali.

## Organigramma societario
Area direttiva
- Sede: Ristorante Londra, Via Monte Napoleone 44, Milano.
- Fondazione: 27 giugno 1912.
- Campo: Via Carlo Ravizza, dimensioni 60x105.
- Colori: Maglia verde con collo e polsini bianchi e bordo rosso.

## Rosa
| N. |                   | Ruolo | Calciatore         |
| -- | ----------------- | ----- | ------------------ |
|    | Italia (bandiera) | P     | Begni              |
|    | Italia (bandiera) | A     | Battista Cavalleri |
|    | Italia (bandiera) | C     | Riccardo Cerri     |
|    | Italia (bandiera) | C     | Carlo Confalonieri |
|    | Italia (bandiera) | A     | Fausto Faglioni    |
|    | Italia (bandiera) | D     | Secondo Fregosi    |
|    | Italia (bandiera) | P     | Martinet           |
|    | Italia (bandiera) | A     | Luigi Mattaini     |
|    | Italia (bandiera) | C     | Umberto Milocco    |

| N. |                   | Ruolo | Calciatore           |
| -- | ----------------- | ----- | -------------------- |
|    | Italia (bandiera) | D     | Cesare Paltenghi     |
|    | Italia (bandiera) | C     | Claudio Ponti        |
|    | Italia (bandiera) | C     | Gaspare Sacchi       |
|    | Italia (bandiera) | D     | Giuseppe Sessa       |
|    | Italia (bandiera) | A     | Tolomeo Tognasso (I) |
|    | Italia (bandiera) | A     | Tognasso (II)        |
|    | Italia (bandiera) | A     | Clemente Vitale      |
|    | Italia (bandiera) | D     | Zerbi                |